# Krásná Lípa město
Krásná Lípa město je železniční zastávka, dříve též závorářské stanoviště, v jižní části města Krásná Lípa. Leží v km 83,020 železniční trati Děčín–Rumburk mezi stanicemi Rybniště a Krásná Lípa. Naproti zastávce se nachází sídlo Správy Národního parku České Švýcarsko.

## Popis zastávky
Zastávka ležící na jednokolejné trati je vybavena jednostranným vnějším nástupištěm o délce 93 m (v roce 2006 ještě 116 m) a s nástupní hranou ve výšce 250 mm nad temenem kolejnice.

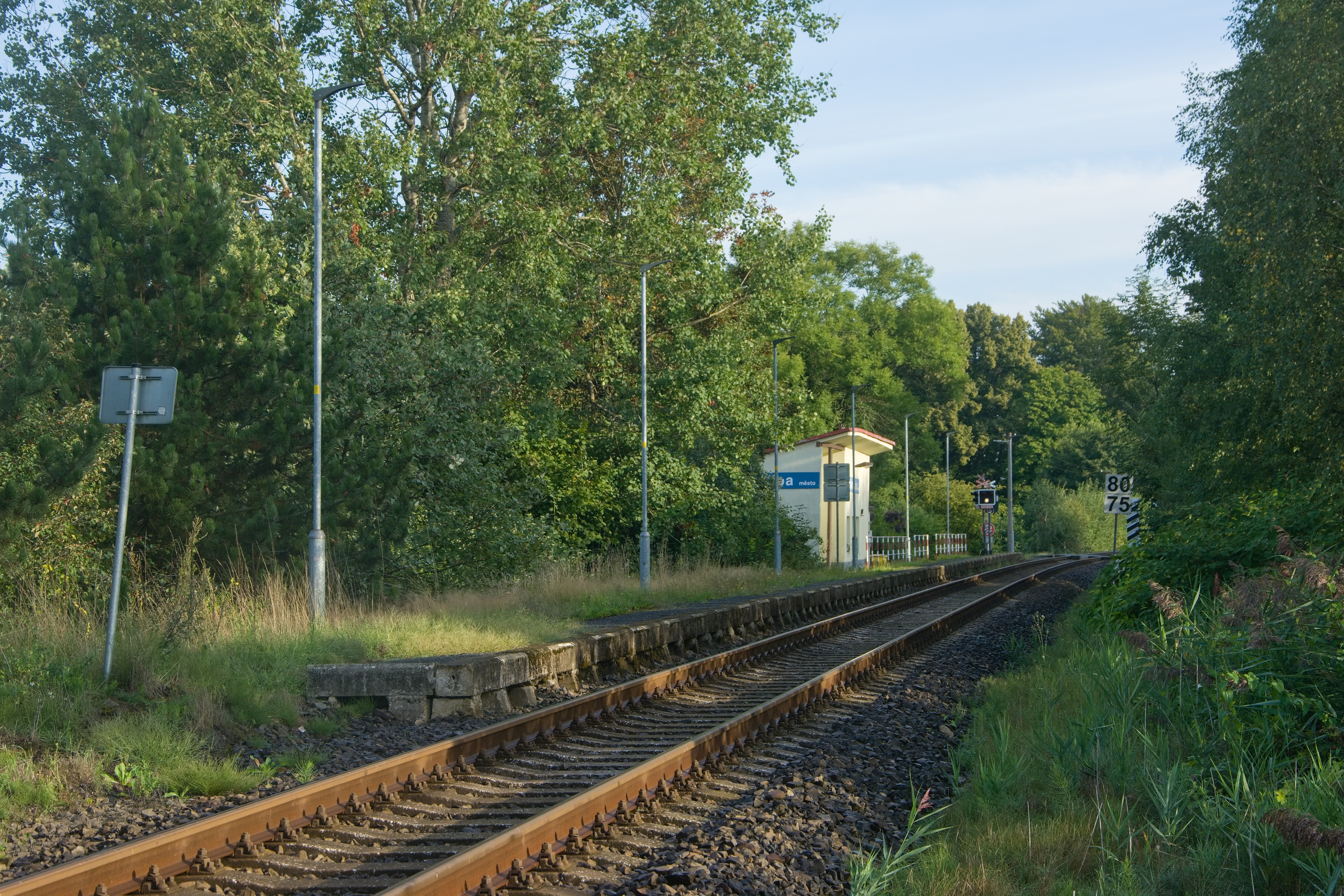
Celkový pohled na zastávku

U zastávky se v km 83,036 nachází přejezd P3271, který je vybaven světelným přejezdovým zabezpečovacím zařízením (PZZ) bez závor.
Dříve (určitě ještě v roce 2006) byl přejezd vybaven mechanickými závorami bez světelné výstrahy, které místně obsluhoval závorář. Ten obsluhoval závory na základě hlášení předvídaného odjezdu vlaku, které podával telefonicky výpravčí z Rybniště nebo Krásné Lípy (dle směru jízdy vlaku). Závorář měl pracoviště v budově zastávky, kde rovněž prodával jízdenky cestujícím. Ti měli rovněž možnost zakoupení jízdenky do 80 km v prodejním automatu Merona, který byl umístěn v prostorách výdejny jízdenek v budově zastávky.